# Buerba
Buerba (Buarba en aragonés) es una localidad española perteneciente al municipio de Fanlo, en el Sobrarbe, provincia de Huesca, Aragón. Está situada en el Valle de Vió y su actividad principal es el turismo. Su cercanía al Parque nacional de Ordesa y Monte Perdido hace de este enclave un lugar para la salida de excursiones de gran interés para los amantes de la montaña y la naturaleza. Entre sus principales atractivos destaca su plaza con los fresnos centenarios, el conjunto de eras y bordas situadas al final del pueblo y la arquitectura tradicional de la montaña, destacando sus famosas chimeneas tronco-cónicas. Existen en Buerba varias casas de turismo rural.
El folklore de Buerba tiene en su haber una de las piezas más conocidas de la comarca del Sobrarbe: el Cascabillo, danza que se ejecuta durante sus fiestas mayores el 29 de septiembre, con motivo de la festividad de San Miguel. Antiguamente era famosa también su actividad artesana, conocida por la producción de cucharas y otros utensilios de cocina tallados manualmente en madera de boj.